# Justicia platysepala
Justicia platysepala là một loài thực vật có hoa trong họ Ô rô. Loài này được (S.Moore) P.G.Mey. mô tả khoa học đầu tiên năm 1956.